# Giovanni Battista Fontana (Komponist)
Giovanni Battista Fontana (* 1589 in Brescia; † 7. Oktober 1630 in Padua) war ein italienischer Komponist und Violinist des Frühbarocks.

## Leben und Wirken
Die einzig erhaltenen Hinweise auf sein Leben und Wirken stammen aus dem Vorwort seiner einzig bekannten und elf Jahre nach seinem Tode gedruckten 18 Sonaten, den 1641 in Venedig erschienenen Sonate a 1. 2. 3. per il violino, o cornetto, fagotto, chitarone, violoncino o simile altro istromento. Die ersten sechs Sonaten sind für Solovioline und B.c., drei Sonaten für Solovioline- und Fagott und B. c., weitere Sonaten für zwei Violinen und B. c. Die Sonaten bestehen aus kontrastierenden Abschnitten, die mitunter wiederholt werden. Annäherungen an das vokale Rezitativ sind selten, eher stehen Kanzone und Tanz Pate, der Rhythmus ist dabei komplex mit plötzlichen raschen Ausbrüchen. Kantable und virtuose Schreibweise sind gleichermaßen gemeistert, Fontanas Rang steht nicht hinter Dario Castello und Biagio Marini zurück. Die Sammlung gilt neben den Affetti musicali von Biagio Marini als eine der frühen prägenden Werke der Sonatenliteratur.
Im Vorwort werden als Wirkungsstätten Fontanas Rom, Venedig und Padua benannt. Zudem wird er als „einer der einzigartigsten Virtuosen des Violinspiels, die das Zeitalter erlebt hat“ bezeichnet. Cesario Gussago widmete ihm und dem Zinkenisten Lodovico Cornale seine Sonate a quattro von 1608.
Dem Register der Stadt Padua zufolge starb Fontana am 7. Oktober 1630 während einer Pestepidemie, die Norditalien in den Jahren 1630 und 1631 heimsuchte.